# REP'S
REP'S Event and Promotion Support, meestal kortweg REP'S genoemd, is een van de grootste Nederlandse evenementenbeveiligingsbedrijven. Daarnaast levert het bedrijf overig personeel voor evenementen en promotiecampagnes.
Hoewel evenementenbeveiliging het grootste eel uitmaakt van de werkzaamheden, biedt REP'S daarnaast ook reguliere beveiliging, promotiepersoneel, hostesses, en diensten op het gebied van vervoer en logistiek.
Medewerkers van het bedrijf (in totaal ongeveer 1.000) worden aangeduid met de term "Rep", afkomstig van het Engelse woord "representative". Ze zijn vooral te zien op grote publieksevenementen, zoals het jaarlijkse Dance Valley festival waar REP'S verantwoordelijk is voor de beveiliging en alle omringende taken.